# Моролеон (муниципалитет)
Моролео́н (исп. Moroleón) — муниципалитет в Мексике, штат Гуанахуато, с административным центром в одноимённом городе. Численность населения, по данным переписи 2010 года, составила 49 364 человека.

## Общие сведения
Название Moroleón составное: Moro от morar —  жить, проживать, а León — в честь генерала Антонио Леона, участника войны за независимость Мексики.
Площадь муниципалитета равна 160 км², что составляет 0,52 % от общей площади штата, а наивысшая точка расположена в поселении Амолес и равна 2361 метр.
Он граничит с другими муниципалитетами штата Гуанахуато: на севере и западе с Юририей, на востоке с Урьянгато, а также на юге граничит с другим штатом Мексики — Мичоаканом.

## Учреждение и состав
Муниципалитет был образован в 1857 году, в его состав входит 27 населённых пунктов, самые крупные из которых:
| Код INEGI | Населённый пункт                                                                                    | Численность населения (2005 год) | Численность населения (2010 год) |
| --------- | --------------------------------------------------------------------------------------------------- | -------------------------------- | -------------------------------- |
| 021       | Всего                                                                                               | 46751                            | 49364                            |
| 0001      | Моролеон (исп. Moroleón) (административный центр)                                                   | 41909                            | 43200                            |
| 0038      | Ринконадас-дель-Боске (исп. Fraccionamiento Rinconadas del Bosque) 20°05′07″ с. ш. 101°11′54″ з. д. | н/д                              | 1044                             |
| 0015      | Пиньикуаро (исп. Piñícuaro) 20°02′56″ с. ш. 101°14′16″ з. д.                                        | 1010                             | 1026                             |
| 0018      | Эль-Сальто (исп. El Salto) 20°03′00″ с. ш. 101°10′59″ з. д.                                         | 631                              | 676                              |
| 0012      | Ла-Орденья (исп. La Ordeña) 20°05′57″ с. ш. 101°16′45″ з. д.                                        | 493                              | 554                              |
| 0011      | Охо-де-Агуа-де-Энмедио (исп. Ojo de Agua de Enmedio) 20°08′12″ с. ш. 101°15′26″ з. д.               | 375                              | 370                              |
| 0003      | Ла-Барранка (исп. La Barranca) 20°04′47″ с. ш. 101°14′05″ з. д.                                     | 320                              | 345                              |
| 0010      | Ла-Лома (исп. La Loma) 20°04′34″ с. ш. 101°15′00″ з. д.                                             | 346                              | 321                              |

## Экономика
По статистическим данным 2000 года, работоспособное население занято по секторам экономики в следующих пропорциях: сельское хозяйство, скотоводство и рыбная ловля — 6,2 %, промышленность и строительство — 46,6 %, сфера обслуживания и туризма — 44,8 %, прочее — 2,4 %.

## Инфраструктура
По статистическим данным 2010 года, инфраструктура развита следующим образом:
- электрификация: 99,5 %;
- водоснабжение: 98,8 %;
- водоотведение: 95,9 %.

## Фотографии
- Центр города Моролеон
- Водопад вблизи Пиньикуаро
- Поля вблизи Амолеса